# 帕金森峰
69°33′S 159°0′E / 69.550°S 159.000°E
帕金森峰（英語：Parkinson Peak）是南極洲的山峰，位於奧次地，屬於威爾遜山的一部分，海拔高度690米，澳大利亞探險隊在1961年3月踏足該山峰，以隊中的地球物理學家命名。